# Perjéssy László
Perjéssy László (Miskolc, 1906. október 1. – Miskolc, 1985. március 3.) református lelkész.

## Családja
Édesapja Perjéssy Lajos, a MÁV főmozdonyvezetője, édesanyja dezséri és vágújhelyi Bielek Margit volt. Három leánygyermek (Julianna, Irén, Anna) után született.
1934-ben házasságot kötött Kiss Irén Albertinával (1913–1960) (nemesbikki Kiss Sándor és papi Nyilas Irén Albertina leányával).
Két gyermekük született: Perjéssy Márta (1936–) református lelkész (férje dr. Horváth Barna borsod-gömöri esperes) és dr. Perjéssy László (1938–) fül-orr-gégész főorvos (felesége dr. Makrai Erzsébet szemorvos).
Élete 79. évében, 1985. március 3-án halt meg Miskolcon. A miskolc-tetemvári Deszkatemplomból temették március 12-én.

## Tanulmányai
A miskolci református elemi iskolába járt (1912–16), majd a Miskolci Református Főgimnáziumban (1916–24) tanult. Előbb a Sárospataki Református Főiskola Teológiai Akadémiáján (1924–28), azután a Tiszai Egyházkerület Miskolci Jogakadémiáján (1937–39) végzett felsőfokú tanulmányokat.
Első lelkészképesítő vizsgáját 1928. szeptember 26-án, a másodikat 1930. szeptember 25-én tette le Sárospatakon.

## Pályafutása
1928. október 1-től 1932. január 15-ig volt mezőcsáti segédlelkész Szalóczy Pál (1859–1937), Bodolay István (1857–1941) és Simon Béla (1905–1982) mellett.
Miskolci segédlelkész volt 1932. január 15-től 1932. május 1-ig.
Ugyanott szentelték fel 1932. október 12-én.
Ezt követően, 1932. május 1. és 1944. április 30. között rendes lelkész volt a nemesbikki egyházközségben. Elődje Makláry Pap Ernő, utódja Illyés János szentpéteri lelkész (akivel elcserélte az állását).
1942 karácsonyán behívót kapott, s tábori lelkész főhadnagyként szolgált a Magyar 2. hadseregben, a Don-kanyarban, 1943. április 29-én került haza.
A Sajószentpéter-Nagytemplomi Református Egyházközség lelkipásztora volt 1944. május 1-től 1975. június 30-ig. Elődje Illyés János. Utódja Horváth Barna igrici lelkipásztor és beosztott lelkészként felesége, Perjéssy Márta.
Egyházmegyei tanácsbíróvá választották 1952. június 26-án, erről 1969. május 12-én a borsodi egyházmegyei közgyűlésen lemondott.
Nyugdíjba menetele (1975. július 1.) után Miskolcra költözött.
Jelentős magánkönyvtára és néprajzi gyűjteménye volt.

## Származása
| Perjéssy László (Miskolc, 1906. 10. 01.– Miskolc, 1985. 03. 03.) református lelkipásztor | Apja: Perjéssy Lajos (Sajóvelezd, 1871. 10. 12.– Miskolc, 1942. 07. 21.) főmozdonyvezető | Apai nagyapja: Perjésy Lajos ( Putnok, 1833. 03. 28.– S. velezd, 1873. 09. 09.) asztalosmester    | Apai nagyapai dédapja: Perjéssi András (Rimaszo., 1792. 01. 19.– Putnok, 1868. 03. 02.) asztalosmester   |
| Perjéssy László (Miskolc, 1906. 10. 01.– Miskolc, 1985. 03. 03.) református lelkipásztor | Apja: Perjéssy Lajos (Sajóvelezd, 1871. 10. 12.– Miskolc, 1942. 07. 21.) főmozdonyvezető | Apai nagyapja: Perjésy Lajos ( Putnok, 1833. 03. 28.– S. velezd, 1873. 09. 09.) asztalosmester    | Apai nagyapai dédanyja: Sebők Mária (Putnok, 1795. 03. 29.– Putnok, 1855. 08. 02.)                       |
| Perjéssy László (Miskolc, 1906. 10. 01.– Miskolc, 1985. 03. 03.) református lelkipásztor | Apja: Perjéssy Lajos (Sajóvelezd, 1871. 10. 12.– Miskolc, 1942. 07. 21.) főmozdonyvezető | Apai nagyanyja: parasznyai Lukács Julianna (Miskolc, 1845. 12. 26.– Miskolc, 1930. 09. 16.)       | Apai nagyanyai dédapja: Lukács Imre (Parasznya, 1808. 06. 01.– Hejőcsaba, 1849. 07. 06.)                 |
| Perjéssy László (Miskolc, 1906. 10. 01.– Miskolc, 1985. 03. 03.) református lelkipásztor | Apja: Perjéssy Lajos (Sajóvelezd, 1871. 10. 12.– Miskolc, 1942. 07. 21.) főmozdonyvezető | Apai nagyanyja: parasznyai Lukács Julianna (Miskolc, 1845. 12. 26.– Miskolc, 1930. 09. 16.)       | Apai nagyanyai dédanyja: püspöki Török Mária (Parasznya, 1806. 02. 02.– Putnok, 1868. 11. 02.)           |
| Perjéssy László (Miskolc, 1906. 10. 01.– Miskolc, 1985. 03. 03.) református lelkipásztor | Anyja: dezséri Bielek Margit (Miskolc, 1879. 01. 15.– Budapest, 1962. 12. 06.)           | Anyai nagyapja: Bielek Imre Lajos (Tarnaörs, 1841. 03. 04.– Miskolc, 1912. 07. 26.) mozdonyvezető | Anyai nagyapai dédapja: Bielek Imre (Bódvaszil., 1810. 11. 02.– Tarnaörs, 1840. 09. 02.) néptanító       |
| Perjéssy László (Miskolc, 1906. 10. 01.– Miskolc, 1985. 03. 03.) református lelkipásztor | Anyja: dezséri Bielek Margit (Miskolc, 1879. 01. 15.– Budapest, 1962. 12. 06.)           | Anyai nagyapja: Bielek Imre Lajos (Tarnaörs, 1841. 03. 04.– Miskolc, 1912. 07. 26.) mozdonyvezető | Anyai Apai nagyanyai dédanyja: Holupka Mária Rozália (Abádszal., 1818. 02. 26.– Gyöngyös, 1858. 08. 31.) |
| Perjéssy László (Miskolc, 1906. 10. 01.– Miskolc, 1985. 03. 03.) református lelkipásztor | Anyja: dezséri Bielek Margit (Miskolc, 1879. 01. 15.– Budapest, 1962. 12. 06.)           | Anyai nagyanyja: Stempel Amália Zsófia (Dobsina, 1857. 06. 05.– Budapest, 1922. 06. 12.)          | Anyai nagyanyai dédapja: Stempel András (Ratkó, 1830. 10. 15.–) asztalosmester                           |
| Perjéssy László (Miskolc, 1906. 10. 01.– Miskolc, 1985. 03. 03.) református lelkipásztor | Anyja: dezséri Bielek Margit (Miskolc, 1879. 01. 15.– Budapest, 1962. 12. 06.)           | Anyai nagyanyja: Stempel Amália Zsófia (Dobsina, 1857. 06. 05.– Budapest, 1922. 06. 12.)          | Anyai nagyanyai dédanyja: Balás Zsuzsanna (Dobsina, 1838. 09. 12.–)                                      |